# Burg Hartershofen
Die Burg Hartershofen ist eine abgegangene mittelalterliche Turmhügelburg (Motte) etwa 70 Meter südwestlich der Ortsmitte bei Haus Nummer 10 in Hartershofen, einem heutigen Ortsteil der Gemeinde Steinsfeld im mittelfränkischen Landkreis Ansbach in Bayern.

## Geschichte
Die Ursprünge der Burg liegen im Dunkeln. Sie lag im Territorium der Reichsstadt Rothenburg, ihre Besitzer rekrutierten sich aus dem dortigen Patriziat. Deshalb ist es wahrscheinlich, dass sie ursprünglich durch die Stadt errichtet oder während der Zeit ihrer Expansionspolitik im 14. Jahrhundert von ihr erworben wurde. 
1439 wurde die Burg durch den Rothenburger Bürgermeister Heinrich Trüb erworben. 1469 war sie im Besitz von Georg von Wipfeld, der sie 1502 an Engelhard Caplan von Odhain verkaufte. Da dieser den Sitz an einen Auswärtigen, der nicht Rothenburger Bürger werden konnte, veräußern wollte, erwarb die Stadt Rothenburg ihn selbst. Es folgten als Besitzer 1551 die Ratsherren Burkhard Eberhard und Zacharias Wernitzer. 1555 wurde ein Neubau des Schlösschens errichtet. Die Familie Eberhard ließ sich 1580 den Adelstitel „von Hartershofen“ verleihen. Nach ihrem Aussterben um 1600 gab es Streitigkeiten zwischen ihren Erben und der Familie Wernitzer. Im Dreißigjährigen Krieg wurde das Schloss zerstört. 1653 erwarb der Rothenburger Ratsherr Nikolaus Göttling die Ruine des Schlösschens und die dazugehörigen Güter. Der von ihm errichtete Neubau wurde 1688 im Pfälzischen Erbfolgekrieg durch französische Truppen niedergebrannt. Ein Wiederaufbau erfolgte nicht mehr. Die Ruine wurde provisorisch zum Stall umgewandelt.

## Beschreibung
Die Motte lag an der Nordwestecke eines künstlich aufgestauten Weihers am Südrand von Hartershofen. 1968 war sie noch zu einem kleinen Teil vorhanden, heute sind keine eindeutigen Spuren mehr erkennbar. 